# Saint Mary's Pro-Cathedral
Saint Mary's Church (Iers: Leas-Ardeaglais Naomh Muire), ook gekend als Saint Mary's Pro-Cathedral of simpelweg de Pro-Cathedral, is een pro-kathedraal en de zetel van de katholieke aartsbisschop van Dublin.
De kerk was oorspronkelijk een gewone parochiekerk, totdat tijdens de reformatie de Saint Patrick's Cathedral in het domein kwam van de Church of Ireland. De katholieke kerk verhuisde toen haar 'zetel' naar deze kerk.
In de kerk vonden de staatsbegrafenissen plaats van Michael Collins, de voormalige presidenten Seán T. O'Kelly, Éamon de Valera en de Dublinse burgemeester Kathleen Clarke.